# Alf Wurr
Alf Wurr – kanadyjski zapaśnik walczący w stylu wolnym.  Mistrz Wspólnoty Narodów w 1993, a drugi w 1991. Czwarty w Pucharze Świata w 1993 i piąty w 1995 roku.